# Calcio ai Giochi olimpici
Il calcio è tra le discipline più presenti ai giochi olimpici estivi.
Ad eccezione dei giochi del 1896 e del 1932, si è sempre tenuto il torneo di calcio maschile e, continuativamente dal 1996, anche quello femminile.
Al torneo maschile si qualificano 16 nazionali (4 dalla UEFA, 3 dalla AFC e dalla CAF, 2 dalla CONMEBOL e dalla CONCACAF, 1 dalla OFC e la nazionale del Paese ospitante); al torneo femminile si qualificano 12 nazionali (3 dalla UEFA, 2 CONCACAF, 2 dalla AFC, 1 dalla CAF, CONMEBOL e OFC più quella del Paese ospitante e la vincente dello spareggio tra una squadra della CAF e una squadra della CONMEBOL).
Benché facente capo al Comitato Olimpico Internazionale, il torneo è organizzato secondo le regole stabilite dalla FIFA, l'organo di governo mondiale del calcio, anche se non esiste perfetta corrispondenza di riconoscimento tra federazioni riconosciute dalla FIFA e comitati olimpici riconosciuti dal CIO: è il caso, per esempio, della Federazione inglese (e delle altre tre ricadenti nel territorio del Regno Unito), la quale non è riconosciuta dal CIO, che invece riconosce il Paese sovrano; in ragione di ciò, i calciatori e le calciatrici delle quattro federazioni del Regno Unito possono partecipare al torneo calcistico unicamente come membri della nazionale britannica. La più recente presenza della rappresentativa maschile ai Giochi risale al 2012, di quella femminile al 2020.
Al fine di uniformare i requisiti di partecipazione, il criterio adottato per i tornei maschili non è più quello dello status del giocatore (dilettante o professionista, che comportava per alcune Federazioni, formalmente dilettantistiche, la possibilità di competere con gli elementi migliori, laddove altre, che ammettevano il professionismo, erano limitate nella scelta dei giocatori di punta) ma l'età: secondo il regolamento del torneo (in vigore dall'edizione del 1996), infatti, i giocatori della rosa devono avere un'età massima di 23 anni, e al commissario tecnico è permesso di convocare, in conto del totale generale, un massimo di tre elementi che superino tale limite, definiti fuori quota. In ragione della sua composizione, tale nazionale non può essere assimilata a una nazionale maggiore né a un'Under-23, e viene pertanto definita nazionale olimpica di calcio.

Il torneo femminile invece non ha alcun requisito specifico di status o d'età, e quindi permette la presenza delle nazionali maggiori.

## Storia

### Il primo torneo dimostrativo e i primi tornei ufficiali di inizio secolo
Il calcio non venne incluso nel programma dei Giochi del 1896, essendo ancora ai primordi. Alcune fonti tuttavia riportano di un torneo non ufficiale di calcio, a cui parteciparono una selezione di Atene, una di Smirne (all'epoca parte dell'Impero ottomano) e una danese. Smirne batté Atene, ma fu a sua volta battuta 15-0 dalla Danimarca. Non è comunque chiaro se il torneo abbia effettivamente avuto luogo. Lo storico dei Giochi olimpici Bill Mallon ipotizza che "presumibilmente vi fu un incontro fra un club greco e uno danese. Ma nessuna fonte del 1896 lo conferma e pensiamo sia un errore che sia stato poi ripreso in molti altri testi. Un incontro del genere non è mai avvenuto".
Il primo torneo ufficiale, di cui si ha storicamente conto, è quello del 1900.
Originariamente, era previsto che la Francia incontrasse in quattro incontri la Svizzera, il Belgio, la Germania e l'Inghilterra. Successivamente però, Svizzera e Germania ritirarono la propria iscrizione e vennero giocati solo due incontri. La Federazione francese scelse il Club Français in propria rappresentanza, quella inglese scelse l'Upton Park mentre quella belga scelse una selezione composta da studenti dell'Università di Bruxelles.
Quattro anni dopo, venne tenuto un secondo torneo fra un club canadese (il Galt) e due statunitensi (il Christian Brothers College e il St. Rose Parish). La formazione canadese vinse largamente entrambi gli incontri con le formazioni statunitensi e guadagnò facilmente la prima posizione.
Infine, si tenne un torneo nel 1906, durante i Giochi olimpici intermedi. Vi presero parte quattro formazioni: una selezione danese (in larga parte composta da giocatori di Copenaghen), una di Atene (Grecia), una di Salonicco (all'epoca parte dell'Impero ottomano, ma composta da greci) e una di Smirne (anch'essa parte dell'Impero ottomano, ma composta da britannici, francesi e armeni). Il torneo venne vinto dalla selezione danese.
I tre tornei sopracitati non vengono riconosciuti dalla FIFA, principalmente perché parteciparono club e selezioni cittadine invece che Nazionali, ma anche a causa del loro format. Il CIO invece riconosce come ufficiali (assegnandone, tra l'altro, le medaglie) i tornei del 1900 e del 1904 ma non riconosce in alcun modo quello del 1906, dato che non riconosce i Giochi olimpici intermedi nel loro complesso.
Sui tornei del 1900 e del 1904 vi sono tuttavia delle controversie: il CIO infatti riconosce questi due tornei come ufficiali ma secondo altri i tornei erano dimostrativi. Inoltre secondo alcuni, all'epoca dei fatti, queste edizioni del Torneo olimpico non vennero intese come un torneo vero e proprio ma come una serie di amichevoli. Queste fonti sembrano dunque indicare che il riconoscimento dell'ufficialità da parte del CIO arrivò esclusivamente a posteriori; tuttavia non c'è riscontro di ciò in nessun documento ufficiale redatto dal CIO.

### 1908 e 1912: il dominio del Regno Unito
Il primo torneo ufficiale al quale parteciparono le Nazionali fu quello del 1908, vi presero parte solo 6 squadre (anche Ungheria e Boemia avrebbero dovuto partecipare, ma furono costrette al ritiro). I partecipanti diventarono poi 11 quattro anni dopo. Tutti i giocatori, in ossequio allo spirito olimpico, dovevano essere dilettanti (questa imposizione verrà definitivamente abolita solo nel 1992).
Entrambi i tornei vennero contraddistinti da disparità qualitative anche notevoli fra le squadre in campo, esemplificate dai record stabiliti dal danese Sophus Nielsen e dal tedesco Gottfried Fuchs. Il primo mise a segno nel 1908 ben due record: il maggior numero di gol segnati in un torneo olimpico (11, superato solo nel 1964 dall'ungherese Ferenc Bene con 12 reti) e il maggior numero di gol segnati in un solo incontro (ben 10 alla Francia A). Il secondo eguagliò il record di Nielsen nel 1912, segnando 10 delle 16 reti che la Germania rifilò alla Russia. Il record è ancora oggi in vigore per quanto riguarda i tornei olimpici.
I podi furono uguali sia nel 1908 che nel 1912: oro al Regno Unito, argento alla Danimarca e bronzo ai Paesi Bassi. In particolare, la formazione britannica era composta prevalentemente da dilettanti della Football Association, la Federcalcio inglese, con il placet delle altre tre Home Nations (Scozia, Galles e Irlanda).

### Gli anni venti e le prime formazioni extraeuropee
Dopo l'interruzione forzata dovuta alla prima guerra mondiale, i Giochi olimpici tornarono nel 1920 ad Anversa, dove esordì la prima nazionale extraeuropea, l'Egitto. A vincere il torneo di calcio furono i padroni di casa del Belgio, ma la finale venne segnata dal polemico abbandono al 43' della Cecoslovacchia per protesta contro l'arbitraggio, giudicato troppo favorevole ai belgi, sul 2-0 per la squadra di casa.
Le due successive edizioni videro una massiccia partecipazione (ben 22 nazionali nel 1924 e 17 nel 1928) e l'ingresso di altre nazionali non europee: nel 1924 fecero il loro esordio Turchia, Uruguay e Stati Uniti; nel 1928, fu il turno di Argentina, Cile e Messico. Gli uruguayani si imposero in entrambe le edizioni (le uniche due a cui abbiano partecipato in tutto il XX secolo, prima di qualificarsi per l'edizione 2012 con la propria Nazionale olimpica), prima contro la Svizzera e poi contro l'Argentina, con ripetizione della finale. Le edizioni 1924 e 1928 sono state riconosciute dalla FIFA come campionati mondiali dilettantistici.

### Gli anni trenta e la nascita della Coppa del Mondo
Nel 1927, il Comitato Olimpico Internazionale decise di assegnare a Los Angeles i Giochi della X Olimpiade. Gli organizzatori decisero successivamente di escludere dalla manifestazione il torneo di calcio a causa dei contrasti che erano in atto con la FIFA riguardo alla limitazione della partecipazione ai tornei olimpici ai soli dilettanti. La FIFA infatti spingeva affinché il CIO aprisse il torneo ai professionisti vista l'enorme crescita che stava vivendo il calcio professionistico in quegli anni, il CIO tuttavia rifiutò ed escluse il calcio dal programma olimpico sostenendo che negli Stati Uniti era uno sport poco popolare. Questa fu la causa scatenante che convinse la FIFA a inaugurare nel 1930 un proprio torneo aperto anche ai professionisti: la Coppa del Mondo FIFA.
Il torneo ritornò ai Giochi del 1936, soprattutto per garantire un fondamentale ritorno economico agli organizzatori. Il regime nazista influenzò parzialmente l'andamento del torneo: la Germania venne infatti sconfitta dalla Norvegia ai quarti di finale, in presenza di Adolf Hitler. Vennero così fatte pressioni affinché almeno la germanofona Austria (sconfitta dal Perù) potesse passare il turno: la vittoria dei peruviani venne così annullata con un pretesto, causando il ritiro dell'intera delegazione sudamericana dai Giochi. Il torneo venne vinto dall'Italia, che sconfisse in finale proprio l'Austria per 2-1 ai tempi supplementari. Va segnalata infine la presenza per la prima volta di due nazionali dell'Estremo Oriente: Cina e Giappone.

### La supremazia del blocco sovietico (1948-1980)
Dopo la seconda guerra mondiale, la differenza di qualità fra il Campionato mondiale di calcio organizzato dalla FIFA e i tornei olimpici cominciò a essere più marcata. Ad avvantaggiarsi della regola del dilettantismo furono i Paesi del cosiddetto "blocco orientale", i cui atleti usufruivano dello status di "dilettante" poiché ufficialmente dipendenti statali. Di conseguenza, le formazioni del blocco sovietico si presentarono con le nazionali maggiori, mentre quelle del resto del mondo con selezioni composte da giocatori provenienti dalle serie dilettantistiche. Nel 1960 venne introdotta la regola con cui fu vietata la partecipazione al torneo olimpico ai giocatori che avevano già rappresentato il proprio Paese ai Campionati del Mondo. La situazione non cambiò, nei Paesi dell'Europa Orientale anche questi atleti erano de facto dei professionisti e il loro livello tecnico era superiore a quello dei dilettanti delle altre Nazionali.
Dai Giochi del 1948 a quelli del 1980, 23 delle 28 medaglie assegnate furono vinte dai Paesi dell'Europa orientale, con rare eccezioni: Svezia oro nel 1948 (con la Nazionale maggiore) e bronzo nel 1952 (con la Nazionale olimpica), Danimarca bronzo nel 1948 (con la Nazionale maggiore) e argento nel 1960 (con la Nazionale olimpica) e Giappone olimpico bronzo nel 1968. Il quasi totale dominio del blocco comunista, vincitore di otto delle nove edizioni disputate tra il 1948 e il 1980, però, non era adeguatamente confermato nei Campionati mondiali, dove il miglior risultato ottenuto fu il secondo posto raggiunto dall'Ungheria nel 1954 e dalla Cecoslovacchia nel 1962, a cui si aggiungono i terzi posti ottenuti dalla Polonia nel 1974 e nel 1982 e i quarti posti ottenuti dalla Jugoslavia e dall'Unione Sovietica nel 1962 e nel 1966, rispettivamente.

### L'abbandono del dilettantismo e l'ingresso delle donne
A partire dal 1984, il CIO decise di ammettere anche giocatori professionisti. Venne altresì deciso, d'accordo con la FIFA, che le nazionali europee e sudamericane avrebbero potuto schierare solo quei giocatori che non avessero mai giocato una partita delle qualificazioni o delle fasi finali di un Campionato mondiale di calcio. Le regole del 1984 sono state mantenute anche per l'edizione 1988, ma con un paragrafo aggiuntivo: erano eleggibili quei calciatori europei e sudamericani che in precedenza avevano giocato meno di 90 minuti in una singola partita della Coppa del Mondo. Di fatto, questo portò le nazionali europee e sudamericane a schierare giocatori anche molto giovani. Questo nuovo regolamento interruppe la supremazia delle Nazionali est-europee, tanto è vero che delle sei medaglie assegnate tra il 1984 e il 1988 solo due vennero conquistate dalle Nazionali del blocco orientale: il bronzo della Jugoslavia nel 1984 e l'oro dell'Unione Sovietica nel 1988.
L'idea di schierare formazioni di giovani piacque molto sia alla FIFA che al CIO, tanto che prima dei Giochi del 1992 il regolamento venne ulteriormente modificato stabilendo che le rose delle Nazionali dovevano essere composte da calciatori Under-23 che fossero nati dopo il 1º agosto 1969. Prima dei Giochi del 1996 il regolamento subì l'ultima modifica: le rose delle Nazionali devono essere composte da calciatori Under-23 ma il commissario tecnico ha la possibilità di convocare fino a tre giocatori che superano tale età; questi, se presenti, vengono detti fuori quota. In questo modo il torneo olimpico è stato di fatto trasformato in un mondiale Under-23. A trarre vantaggio dalle nuove regole sono state soprattutto le formazioni africane, sudamericane e centroamericane, che hanno trionfato nelle ultime sette edizioni (Nigeria nel 1996, Camerun nel 2000, Argentina nel 2004 e nel 2008, Messico nel 2012, Brasile nel 2016 e nel 2020).
A partire dal 1996 venne istituito anche un torneo femminile, a cui partecipano (differentemente da quello maschile) le nazionali maggiori, dominato nei fatti da Stati Uniti (quattro ori, un argento, un bronzo), Germania (un oro e tre bronzi), Canada (un oro e due bronzi), Norvegia (un oro e un bronzo), Brasile, Svezia (due argenti ciascuno). Complessivamente nel torneo femminile hanno ottenuto medaglie otto nazionali; a quelle sopra citate vanno aggiunte Cina e Giappone (un argento ciascuno). Le nazionali di Australia (nel 2020) e Francia (nel 2012) hanno concluso entrambe un'edizione al quarto posto.

## Impianti
Con il passare del tempo, si è fatta sempre più pressante la necessità di disporre di molti stadi di capienza elevata. Spesso dunque vengono utilizzati, specie nei primi turni, stadi in città differenti da quella che ospita i Giochi olimpici. Un esempio estremo furono Allston e Annapolis, distanti circa 3.200 chilometri da Los Angeles (sede dei Giochi del 1984). Addirittura ai Giochi del 1996, nessun incontro venne tenuto nella sede dei Giochi: lo stadio più vicino fu quello dell'Università della Georgia ad Athens (Georgia), distante circa 105 chilometri da Atlanta.

## Statistiche

### Edizioni svolte
| Torneo    | Edizioni | Anni | Anni | Anni | Anni | Anni | Anni | Anni | Anni | Anni | Anni | Anni | Anni | Anni | Anni | Anni | Anni | Anni | Anni | Anni | Anni | Anni | Anni | Anni | Anni | Anni | Anni | Anni | Anni | Anni | Anni |
| Torneo    | Edizioni | 1800 | 1900 | 1900 | 1900 | 1900 | 1900 | 1900 | 1900 | 1900 | 1900 | 1900 | 1900 | 1900 | 1900 | 1900 | 1900 | 1900 | 1900 | 1900 | 1900 | 1900 | 1900 | 1900 | 2000 | 2000 | 2000 | 2000 | 2000 | 2000 | 2000 |
| Torneo    | Edizioni | 96   | 00   | 04   | 08   | 12   | 20   | 24   | 28   | 32   | 36   | 48   | 52   | 56   | 60   | 64   | 68   | 72   | 76   | 80   | 84   | 88   | 92   | 96   | 00   | 04   | 08   | 12   | 16   | 20   | 24   |
| --------- | -------- | ---- | ---- | ---- | ---- | ---- | ---- | ---- | ---- | ---- | ---- | ---- | ---- | ---- | ---- | ---- | ---- | ---- | ---- | ---- | ---- | ---- | ---- | ---- | ---- | ---- | ---- | ---- | ---- | ---- | ---- |
| Maschile  | 28       | –    | X    | X    | X    | X    | X    | X    | X    | –    | X    | X    | X    | X    | X    | X    | X    | X    | X    | X    | X    | X    | X    | X    | X    | X    | X    | X    | X    | X    | X    |
| Femminile | 8        | –    | –    | –    | –    | –    | –    | –    | –    | –    | –    | –    | –    | –    | –    | –    | –    | –    | –    | –    | –    | –    | –    | X    | X    | X    | X    | X    | X    | X    | X    |

### Partecipanti

#### Torneo maschile
| Squadra             | 00 | 04 | 08 | 12 | 20 | 24 | 28 | 36 | 48 | 52 | 56 | 60 | 64 | 68 | 72 | 76 | 80 | 84 | 88 | 92 | 96 | 00 | 04 | 08 | 12 | 16 | 20 | 24 | Tot. |
| ------------------- | -- | -- | -- | -- | -- | -- | -- | -- | -- | -- | -- | -- | -- | -- | -- | -- | -- | -- | -- | -- | -- | -- | -- | -- | -- | -- | -- | -- | ---- |
| Afghanistan         |    |    |    |    |    |    |    |    | ●  |    |    |    |    |    |    |    |    |    |    |    |    |    |    |    |    |    |    |    | 1    |
| Algeria             |    |    |    |    |    |    |    |    |    |    |    |    |    |    |    |    | ●  |    |    |    |    |    |    |    |    | ●  |    |    | 2    |
| Antille Olandesi    |    |    |    |    |    |    |    |    |    | ●  |    |    |    |    |    |    |    |    |    |    |    |    |    |    |    |    |    |    | 1    |
| Arabia Saudita      |    |    |    |    |    |    |    |    |    |    |    |    |    |    |    |    |    | ●  |    |    | ●  |    |    |    |    |    | ●  |    | 3    |
| Argentina           |    |    |    |    |    |    | ●  |    |    |    |    | ●  | ●  |    |    |    |    |    | ●  |    | ●  |    | ●  | ●  |    | ●  | ●  | ●  | 10   |
| Australia           |    |    |    |    |    |    |    |    |    |    | ●  |    |    |    |    |    |    |    | ●  | ●  | ●  | ●  | ●  | ●  |    |    | ●  |    | 8    |
| Austria             |    |    |    | ●  |    |    |    | ●  | ●  | ●  |    |    |    |    |    |    |    |    |    |    |    |    |    |    |    |    |    |    | 4    |
| Belgio              | ●  |    |    |    | ●  | ●  | ●  |    |    |    |    |    |    |    |    |    |    |    |    |    |    |    |    | ●  |    |    |    |    | 5    |
| Bielorussia         |    |    |    |    |    |    |    |    |    |    |    |    |    |    |    |    |    |    |    |    |    |    |    |    | ●  |    |    |    | 1    |
| Birmania            |    |    |    |    |    |    |    |    |    |    |    |    |    |    | ●  |    |    |    |    |    |    |    |    |    |    |    |    |    | 1    |
| Brasile             |    |    |    |    |    |    |    |    |    | ●  |    | ●  | ●  | ●  | ●  | ●  |    | ●  | ●  |    | ●  | ●  |    | ●  | ●  | ●  | ●  |    | 14   |
| Bulgaria            |    |    |    |    |    | ●  |    |    |    | ●  | ●  | ●  |    | ●  |    |    |    |    |    |    |    |    |    |    |    |    |    |    | 5    |
| Camerun             |    |    |    |    |    |    |    |    |    |    |    |    |    |    |    |    |    | ●  |    |    |    | ●  |    | ●  |    |    |    |    | 3    |
| Canada              |    | ●  |    |    |    |    |    |    |    |    |    |    |    |    |    | ●  |    | ●  |    |    |    |    |    |    |    |    |    |    | 3    |
| Cecoslovacchia      |    |    |    |    | SQ | ●  |    |    |    |    |    |    | ●  | ●  |    |    | ●  |    |    |    |    |    |    |    |    |    |    |    | 5    |
| Cile                |    |    |    |    |    |    | ●  |    |    | ●  |    |    |    |    |    |    |    | ●  |    |    |    | ●  |    |    |    |    |    |    | 4    |
| Cina                |    |    |    |    |    |    |    | ●  | ●  |    | R  |    |    |    |    |    |    |    | ●  |    |    |    |    | ●  |    |    |    |    | 4    |
| Colombia            |    |    |    |    |    |    |    |    |    |    |    |    |    | ●  | ●  |    | ●  |    |    | ●  |    |    |    |    |    | ●  |    |    | 5    |
| Corea del Nord      |    |    |    |    |    |    |    |    |    |    |    |    | R  |    |    | ●  |    |    |    |    |    |    |    |    |    |    |    |    | 1    |
| Corea del Sud       |    |    |    |    |    |    |    |    | ●  |    |    |    | ●  |    |    |    |    |    | ●  | ●  | ●  | ●  | ●  | ●  | ●  | ●  | ●  |    | 11   |
| Costa d'Avorio      |    |    |    |    |    |    |    |    |    |    |    |    |    |    |    |    |    |    |    |    |    |    |    | ●  |    |    | ●  |    | 2    |
| Costa Rica          |    |    |    |    |    |    |    |    |    |    |    |    |    |    |    |    | ●  | ●  |    |    |    |    | ●  |    |    |    |    |    | 3    |
| Cuba                |    |    |    |    |    |    |    |    |    |    |    |    |    |    |    | ●  | ●  |    |    |    |    |    |    |    |    |    |    |    | 2    |
| Danimarca           |    |    | ●  | ●  | ●  |    |    |    | ●  | ●  |    | ●  |    |    | ●  |    |    |    |    | ●  |    |    |    |    |    | ●  |    |    | 9    |
| Egitto              |    |    |    |    | ●  | ●  | ●  | ●  | ●  | ●  | R  | ●  | ●  |    |    |    |    | ●  |    | ●  |    |    |    |    | ●  |    | ●  | ●  | 13   |
| El Salvador         |    |    |    |    |    |    |    |    |    |    |    |    |    | ●  |    |    |    |    |    |    |    |    |    |    |    |    |    |    | 1    |
| Emirati Arabi Uniti |    |    |    |    |    |    |    |    |    |    |    |    |    |    |    |    |    |    |    |    |    |    |    |    | ●  |    |    |    | 1    |
| Estonia             |    |    |    |    |    | ●  |    |    |    |    |    |    |    |    |    |    |    |    |    |    |    |    |    |    |    |    |    |    | 1    |
| Figi                |    |    |    |    |    |    |    |    |    |    |    |    |    |    |    |    |    |    |    |    |    |    |    |    |    | ●  |    |    | 1    |
| Finlandia           |    |    |    | ●  |    |    |    | ●  |    | ●  |    |    |    |    |    |    | ●  |    |    |    |    |    |    |    |    |    |    |    | 4    |
| Francia             | ●  |    | 2  |    | ●  | ●  | ●  |    | ●  | ●  |    | ●  |    | ●  |    | ●  |    | ●  |    |    | ●  |    |    |    |    |    | ●  | ●  | 14   |
| Gabon               |    |    |    |    |    |    |    |    |    |    |    |    |    |    |    |    |    |    |    |    |    |    |    |    | ●  |    |    |    | 1    |
| Germania            |    |    |    | ●  |    |    | ●  | ●  |    | ●  | ●  |    |    |    | ●  |    |    | ●  | ●  |    |    |    |    |    |    | ●  | ●  |    | 10   |
| Germania Est        |    |    |    |    |    |    |    |    |    |    |    |    | ●  |    | ●  | ●  | ●  |    |    |    |    |    |    |    |    |    |    |    | 4    |
| Ghana               |    |    |    |    |    |    |    |    |    |    |    |    | ●  | ●  | ●  | R  |    |    |    | ●  | ●  |    | ●  |    |    |    |    |    | 6    |
| Giappone            |    |    |    |    |    |    |    | ●  |    |    | ●  |    | ●  | ●  |    |    |    |    |    |    | ●  | ●  | ●  | ●  | ●  | ●  | ●  | ●  | 10   |
| Grecia              |    |    |    |    | ●  |    |    |    |    | ●  |    |    |    |    |    |    |    |    |    |    |    |    | ●  |    |    |    |    |    | 3    |
| Guatemala           |    |    |    |    |    |    |    |    |    |    |    |    |    | ●  |    | ●  |    |    | ●  |    |    |    |    |    |    |    |    |    | 3    |
| Guinea              |    |    |    |    |    |    |    |    |    |    |    |    |    | ●  |    |    |    |    |    |    |    |    |    |    |    |    |    | ●  | 2    |
| Honduras            |    |    |    |    |    |    |    |    |    |    |    |    |    |    |    |    |    |    |    |    |    | ●  |    | ●  | ●  | ●  | ●  |    | 5    |
| India               |    |    |    |    |    |    |    |    | ●  | ●  | ●  | ●  |    |    |    |    |    |    |    |    |    |    |    |    |    |    |    |    | 4    |
| Indonesia           |    |    |    |    |    |    |    |    |    |    | ●  |    |    |    |    |    |    |    |    |    |    |    |    |    |    |    |    |    | 1    |
| Iran                |    |    |    |    |    |    |    |    |    |    |    |    | ●  |    | ●  | ●  |    |    |    |    |    |    |    |    |    |    |    |    | 3    |
| Iraq                |    |    |    |    |    |    |    |    |    |    |    |    |    |    |    |    | ●  | ●  | ●  |    |    |    | ●  |    |    | ●  |    | ●  | 6    |
| Irlanda             |    |    |    |    |    | ●  |    |    | ●  |    |    |    |    |    |    |    |    |    |    |    |    |    |    |    |    |    |    |    | 2    |
| Israele             |    |    |    |    |    |    |    |    |    |    |    |    |    | ●  |    | ●  |    |    |    |    |    |    |    |    |    |    |    | ●  | 3    |
| Italia              |    |    |    | ●  | ●  | ●  | ●  | ●  | ●  | ●  |    | ●  | R  | R  |    |    |    | ●  | ●  | ●  | ●  | ●  | ●  | ●  |    |    |    |    | 15   |
| Jugoslavia          |    |    |    |    | ●  | ●  | ●  |    | ●  | ●  | ●  | ●  | ●  |    |    |    | ●  | ●  | ●  |    |    |    |    |    |    |    |    |    | 11   |
| Kuwait              |    |    |    |    |    |    |    |    |    |    |    |    |    |    |    |    | ●  |    |    | ●  |    | ●  |    |    |    |    |    |    | 3    |
| Lettonia            |    |    |    |    |    | ●  |    |    |    |    |    |    |    |    |    |    |    |    |    |    |    |    |    |    |    |    |    |    | 1    |
| Lituania            |    |    |    |    |    | ●  |    |    |    |    |    |    |    |    |    |    |    |    |    |    |    |    |    |    |    |    |    |    | 1    |
| Lussemburgo         |    |    |    |    | ●  | ●  | ●  | ●  | ●  | ●  |    |    |    |    |    |    |    |    |    |    |    |    |    |    |    |    |    |    | 6    |
| Malaysia            |    |    |    |    |    |    |    |    |    |    |    |    |    |    | ●  |    |    |    |    |    |    |    |    |    |    |    |    |    | 1    |
| Mali                |    |    |    |    |    |    |    |    |    |    |    |    |    |    |    |    |    |    |    |    |    |    | ●  |    |    |    |    | ●  | 2    |
| Marocco             |    |    |    |    |    |    |    |    |    |    |    |    | ●  |    | ●  |    |    | ●  |    | ●  |    | ●  | ●  |    | ●  |    |    | ●  | 8    |
| Messico             |    |    |    |    |    |    | ●  |    | ●  |    |    |    | ●  | ●  | ●  | ●  |    |    |    | ●  | ●  |    | ●  |    | ●  | ●  | ●  |    | 12   |
| Nigeria             |    |    |    |    |    |    |    |    |    |    |    |    |    | ●  |    | R  | ●  |    | ●  |    | ●  | ●  |    | ●  |    | ●  |    |    | 7    |
| Norvegia            |    |    |    | ●  | ●  |    |    | ●  |    | ●  |    |    |    |    |    |    |    | ●  |    |    |    |    |    |    |    |    |    |    | 5    |
| Nuova Zelanda       |    |    |    |    |    |    |    |    |    |    |    |    |    |    |    |    |    |    |    |    |    |    |    | ●  | ●  |    | ●  | ●  | 4    |
| Paesi Bassi         |    |    | ●  | ●  | ●  | ●  | ●  |    | ●  | ●  |    |    |    |    |    |    |    |    |    |    |    |    |    | ●  |    |    |    |    | 8    |
| Paraguay            |    |    |    |    |    |    |    |    |    |    |    |    |    |    |    |    |    |    |    | ●  |    |    | ●  |    |    |    |    | ●  | 3    |
| Perù                |    |    |    |    |    |    |    | ●  |    |    |    | ●  |    |    |    |    |    |    |    |    |    |    |    |    |    |    |    |    | 2    |
| Polonia             |    |    |    |    |    | ●  |    | ●  |    | ●  |    | ●  |    |    | ●  | ●  |    |    |    | ●  |    |    |    |    |    |    |    |    | 7    |
| Portogallo          |    |    |    |    |    |    | ●  |    |    |    |    |    |    |    |    |    |    |    |    |    | ●  |    | ●  |    |    | ●  |    |    | '4   |
| Qatar               |    |    |    |    |    |    |    |    |    |    |    |    |    |    |    |    |    | ●  |    | ●  |    |    |    |    |    |    |    |    | 2    |
| Regno Unito         | ●  |    | ●  | ●  | ●  |    |    | ●  | ●  | ●  | ●  | ●  |    |    |    |    |    |    |    |    |    |    |    |    | ●  |    |    |    | 10   |
| Rep. Ceca           |    |    | R  |    |    |    |    |    |    |    |    |    |    |    |    |    |    |    |    |    |    | ●  |    |    |    |    |    |    | 1    |
| Rep. Dominicana     |    |    |    |    |    |    |    |    |    |    |    |    |    |    |    |    |    |    |    |    |    |    |    |    |    |    |    | ●  | 1    |
| Romania             |    |    |    |    |    | ●  |    |    |    | ●  |    |    | ●  |    |    |    |    |    |    |    |    |    |    |    |    |    | ●  |    | 4    |
| Russia              |    |    |    | ●  |    |    |    |    |    |    |    |    |    |    |    |    |    |    |    |    |    |    |    |    |    |    |    |    | 1    |
| Senegal             |    |    |    |    |    |    |    |    |    |    |    |    |    |    |    |    |    |    |    |    |    |    |    |    | ●  |    |    |    | 1    |
| Serbia              |    |    |    |    |    |    |    |    |    |    |    |    |    |    |    |    |    |    |    |    |    |    |    | ●  |    |    |    |    | 1    |
| Serbia e Montenegro |    |    |    |    |    |    |    |    |    |    |    |    |    |    |    |    |    |    |    |    |    |    | ●  |    |    |    |    |    | 1    |
| Siria               |    |    |    |    |    |    |    |    |    |    |    |    |    |    |    |    | ●  |    |    |    |    |    |    |    |    |    |    |    | 1    |
| Slovacchia          |    |    |    |    |    |    |    |    |    |    |    |    |    |    |    |    |    |    |    |    |    | ●  |    |    |    |    |    |    | 1    |
| Spagna              |    |    |    |    | ●  | ●  | ●  |    |    |    |    |    |    | ●  |    | ●  | ●  |    |    | ●  | ●  | ●  |    |    | ●  |    | ●  | ●  | 12   |
| Stati Uniti         |    | 2  |    |    |    | ●  | ●  | ●  | ●  | ●  | ●  |    |    |    | ●  |    |    | ●  | ●  | ●  | ●  | ●  |    | ●  |    |    |    | ●  | 15   |
| Sudafrica           |    |    |    |    |    |    |    |    |    |    |    |    |    |    |    |    |    |    |    |    |    | ●  |    |    |    | ●  | ●  |    | 3    |
| Sudan               |    |    |    |    |    |    |    |    |    |    |    |    |    |    | ●  |    |    |    |    |    |    |    |    |    |    |    |    |    | 1    |
| Svezia              |    |    | ●  | ●  | ●  | ●  |    | ●  | ●  | ●  |    |    |    |    |    |    |    |    | ●  | ●  |    |    |    |    |    | ●  |    |    | 10   |
| Svizzera            |    |    |    |    |    | ●  | ●  |    |    |    |    |    |    |    |    |    |    |    |    |    |    |    |    |    | ●  |    |    |    | 3    |
| Taipei cinese       |    |    |    |    |    |    |    |    |    |    |    | ●  |    |    |    |    |    |    |    |    |    |    |    |    |    |    |    |    | 1    |
| Thailandia          |    |    |    |    |    |    |    |    |    |    | ●  |    |    | ●  |    |    |    |    |    |    |    |    |    |    |    |    |    |    | 2    |
| Tunisia             |    |    |    |    |    |    |    |    |    |    |    | ●  |    |    |    |    |    |    | ●  |    | ●  |    | ●  |    |    |    |    |    | 4    |
| Turchia             |    |    |    |    |    | ●  | ●  | ●  | ●  | ●  | R  | ●  |    |    |    |    |    |    |    |    |    |    |    |    |    |    |    |    | 6    |
| Ucraina             |    |    |    |    |    |    |    |    |    |    |    |    |    |    |    |    |    |    |    |    |    |    |    |    |    |    |    | ●  | 1    |
| Ungheria            |    |    | R  | ●  |    | ●  |    | ●  |    | ●  | R  | ●  | ●  | ●  | ●  |    |    |    |    |    | ●  |    |    |    |    |    |    |    | 9    |
| Unione Sovietica    |    |    |    |    |    |    |    |    |    | ●  | ●  |    |    |    | ●  | ●  | ●  |    | ●  |    |    |    |    |    |    |    |    |    | 6    |
| Uruguay             |    |    |    |    |    | ●  | ●  |    |    |    |    |    |    |    |    |    |    |    |    |    |    |    |    |    | ●  |    |    |    | 3    |
| Uzbekistan          |    |    |    |    |    |    |    |    |    |    |    |    |    |    |    |    |    |    |    |    |    |    |    |    |    |    |    | ●  | 1    |
| Venezuela           |    |    |    |    |    |    |    |    |    |    |    |    |    |    |    |    | ●  |    |    |    |    |    |    |    |    |    |    |    | 1    |
| Vietnam             |    |    |    |    |    |    |    |    |    |    | R  |    |    |    |    |    |    |    |    |    |    |    |    |    |    |    |    |    | 0    |
| Zambia              |    |    |    |    |    |    |    |    |    |    |    |    |    |    |    | R  | ●  |    | ●  |    |    |    |    |    |    |    |    |    | 2    |
| Partecipanti        | 3  | 3  | 6  | 11 | 14 | 22 | 17 | 16 | 18 | 25 | 11 | 16 | 14 | 16 | 16 | 13 | 16 | 16 | 16 | 16 | 16 | 16 | 16 | 16 | 16 | 16 | 16 | 16 |      |

#### Torneo femminile
| Squadra        | 96 | 00 | 04 | 08 | 12 | 16 | 20 | 24 | Tot. |
| -------------- | -- | -- | -- | -- | -- | -- | -- | -- | ---- |
| Argentina      |    |    |    | ●  |    |    |    |    | 1    |
| Australia      |    | ●  | ●  |    |    | ●  | ●  | ●  | 5    |
| Brasile        | ●  | ●  | ●  | ●  | ●  | ●  | ●  | ●  | 8    |
| Camerun        |    |    |    |    | ●  |    |    |    | 1    |
| Canada         |    |    |    | ●  | ●  | ●  | ●  | ●  | 5    |
| Cile           |    |    |    |    |    |    | ●  |    | 1    |
| Cina           | ●  | ●  | ●  | ●  |    | ●  | ●  |    | 6    |
| Colombia       |    |    |    | ●  | ●  |    |    | ●  | 3    |
| Corea del Nord |    |    |    | ●  | ●  |    |    |    | 2    |
| Danimarca      | ●  |    |    |    |    |    |    |    | 1    |
| Francia        |    |    |    |    | ●  | ●  |    | ●  | 3    |
| Germania       | ●  | ●  | ●  | ●  |    | ●  |    | ●  | 6    |
| Giappone       | ●  |    | ●  | ●  | ●  |    | ●  | ●  | 6    |
| Grecia         |    |    | ●  |    |    |    |    |    | 1    |
| Messico        |    |    | ●  |    |    |    |    |    | 1    |
| Nigeria        |    | ●  | ●  | ●  |    |    |    | ●  | 4    |
| Norvegia       | ●  | ●  |    | ●  |    |    |    |    | 3    |
| Nuova Zelanda  |    |    |    | ●  | ●  | ●  | ●  | ●  | 5    |
| Paesi Bassi    |    |    |    |    |    |    | ●  |    | 1    |
| Regno Unito    |    |    |    |    | ●  |    | ●  |    | 2    |
| Spagna         |    |    |    |    |    |    |    | ●  | 1    |
| Stati Uniti    | ●  | ●  | ●  | ●  | ●  | ●  | ●  | ●  | 8    |
| Sudafrica      |    |    |    |    | ●  | ●  |    |    | 2    |
| Svezia         | ●  | ●  | ●  | ●  | ●  | ●  | ●  |    | 7    |
| Zambia         |    |    |    |    |    |    | ●  | ●  | 2    |
| Zimbabwe       |    |    |    |    |    | ●  |    |    | 1    |
| Partecipanti   | 8  | 8  | 10 | 12 | 12 | 12 | 12 | 12 |      |

### Primati di squadra
Dati aggiornati all'edizione 2024.

#### Torneo maschile
- L'Italia vanta il maggior numero di partecipazioni (15), ma anche il numero più alto di sconfitte (23).[26]
- Il Brasile è la selezione con più partite disputate, più vittorie, più finali disputate, più gol fatti ed è la più medagliata (2 ori, 3 argenti, 2 bronzi).
- La Jugoslavia è la nazionale con il maggior numero di finali consecutive disputate (quattro tra il 1948 ed il 1960).
- La Corea del Sud è la nazionale con più pareggi (13).[27]
- Gli Stati Uniti sono la selezione ad aver subito più reti (100).
- Partita con più reti (18):
  Danimarca 17-1 Francia  (Londra 1908)[28]
- Vittorie con il maggior scarto (16 gol):
  Danimarca 17-1 Francia  (Londra 1908)
  Germania 16-0 Impero russo  (Stoccolma 1912)[28]
- Pareggio con più reti (10):
  Unione Sovietica 5-5 Jugoslavia  (Helsinki 1952)[28]
- L'Argentina è l'unica selezione a essersi aggiudicata l'oro olimpico vincendo ogni incontro e senza subire gol (ad Atene 2004).[29]

#### Torneo femminile
- Il Brasile e gli Stati Uniti d'America sono le nazionali con il maggior numero di partecipazioni (8, tutte le edizioni disputate dal 1996 al 2024).[30]
- Gli Stati Uniti d'America sono la squadra con più incontri giocati, più vittorie, più reti realizzate, più finali consecutive e totali disputate, e sono la nazionale più medagliata (5 ori, un argento, un bronzo).
- La Svezia ha perso più partite in assoluto (12) e subito il maggior numero di gol (36).
- La selezione scandinava e quella brasiliana hanno subito due sconfitte consecutive in finale (nel 2004 e nel 2008 le brasiliane, nel 2016 e nel 2021 le svedesi). Le brasiliane hanno perso la terza finale nel 2024 (in tutti e tre i casi contro gli Stati Uniti), e detengono anche il record di pareggi (8).
- Partita con maggior scarto (8):
  Germania 8-0 Cina  (Atene 2004)
- Partita con più retiː (13):
  Paesi Bassi 10-3 Zambia  (Tokyo 2020)
- Pareggio con più reti alla fine dei novanta minuti (6):
  Canada 3-4 (d.t.s.) Stati Uniti  (Londra 2012),
  Paesi Bassi 3-3 Brasile  (Tokyo 2020)

### Primati individuali
Dati aggiornati all'edizione 2024.

#### Torneo maschile
- Maggior numero di presenze (13):
  Dezső Novák (1960-1968),  Antal Dunai (1964-1972),  Lajos Szűcs (1968-1972) e  Miklós Páncsics (1968-1972).[31]
- Maggior numero di ori (2):
  Antal Dunai, per lui anche un argento (1964-1972)
 Dezső Novák, per lui anche un bronzo (1960-1968)
 Arthur Berry (1908-1912)
 Vivian Woodward (1908-1912)
 José Leandro Andrade (1924-1928)
 Pedro Arispe (1924-1928)
 Pedro Cea (1924-1928)
 Andrés Mazali (1924-1928)
 José Nasazzi (1924-1928)
 Pedro Petrone (1924-1928)
 Héctor Scarone (1924-1928)
 Santos Urdinarán (1924-1928)
 Javier Mascherano (2004-2008)
- Maggior numero di Olimpiadi con almeno un gol segnato (3 consecutive):
  Adolfo Baloncieri (1920-1928) e Jim Lewis (1952-1960).
- Marcatore più giovane (16 anni e 332 giorni):
  Ángel Uribe (Roma 1960).
- Marcatore più anziano (38 anni e 243 giorni):
  Ryan Giggs (Londra 2012).[32]

#### Torneo femminile
- Maggior numero di partecipazioni alle Olimpiadi (7 consecutive) e di presenze (33):
  Formiga (1996-2020), primati assoluti sia in campo femminile sia in campo maschile.[33]
- Maggior numero di medaglie olimpiche (4, tre ori e un argento) e partite vinte (19):
  Christie Rampone (2000-2012), primati assoluti sia in campo femminile sia in campo maschile.[34]
- Maggior numero di Olimpiadi con almeno un gol segnato (5 consecutive):
 Marta (2004-2020)
 si tratta anche in questo caso di un primato sia a livello femminile sia a livello maschile.
- Marcatrice più giovane (17 anni e 169 giorni):
  Deanne Rose (Rio 2016).[35]
- Marcatrice più anziana (39 anni e 20 giorni):
  Carli Lloyd (Tokyo 2020)

## Albo d'oro
Nota bene: per quanto riguarda il torneo maschile, vengono considerate come Nazionali maggiori tutte quelle Nazionali che hanno partecipato tra il 1908 e il 1948; infatti, come indica il regolamento FIFA, a partire dal 1952 le Nazionali che partecipano ai Giochi olimpici non sono più considerate Nazionali maggiori e si dicono Nazionali olimpiche. Per maggiori informazioni si invita a visionare questa pagina.

### Torneo maschile
| Anno | Ospitante         |                                                                          | Finale per la medaglia d'oro                                             | Finale per la medaglia d'oro                                             | Finale per la medaglia d'oro                                             |                                                                          | Finale per la medaglia di bronzo                                         | Finale per la medaglia di bronzo                                         | Finale per la medaglia di bronzo |
| Anno | Ospitante         | Oro                                                                      | Risultato                                                                | Argento                                                                  | Bronzo                                                                   | Risultato                                                                | Quarto posto                                                             |                                                                          |                                  |
| 1900 | Parigi            | Upton Park                                                               | ND                                                                       | Club Français                                                            | Università di Bruxelles                                                  | ND                                                                       | —                                                                        |                                                                          |                                  |
| 1904 | St. Louis         | Galt                                                                     | ND                                                                       | Christian Brothers College                                               | St. Rose Parish                                                          | ND                                                                       | —                                                                        |                                                                          |                                  |
| 1908 | Londra            | Regno Unito                                                              | 2 – 0                                                                    | Danimarca                                                                | Paesi Bassi                                                              | 2 – 0                                                                    | Svezia                                                                   |                                                                          |                                  |
| 1912 | Stoccolma         | Regno Unito                                                              | 4 – 2                                                                    | Danimarca                                                                | Paesi Bassi                                                              | 9 – 0                                                                    | Finlandia                                                                |                                                                          |                                  |
| 1920 | Anversa           | Belgio                                                                   | ND                                                                       | Spagna                                                                   | Paesi Bassi                                                              | ND                                                                       | Francia                                                                  |                                                                          |                                  |
| 1924 | Parigi            | Uruguay                                                                  | 3 – 0                                                                    | Svizzera                                                                 | Svezia                                                                   | 1 – 1 (dts) 3 - 1 rip                                                    | Paesi Bassi                                                              |                                                                          |                                  |
| 1928 | Amsterdam         | Uruguay                                                                  | 1 – 1 (dts) 2 - 1 rip                                                    | Argentina                                                                | Italia                                                                   | 11 – 3                                                                   | Egitto                                                                   |                                                                          |                                  |
| 1932 | Los Angeles       | Torneo non disputato a causa di dissapori esistenti tra il CIO e la FIFA | Torneo non disputato a causa di dissapori esistenti tra il CIO e la FIFA | Torneo non disputato a causa di dissapori esistenti tra il CIO e la FIFA | Torneo non disputato a causa di dissapori esistenti tra il CIO e la FIFA | Torneo non disputato a causa di dissapori esistenti tra il CIO e la FIFA | Torneo non disputato a causa di dissapori esistenti tra il CIO e la FIFA | Torneo non disputato a causa di dissapori esistenti tra il CIO e la FIFA |                                  |
| 1936 | Berlino           | Italia                                                                   | 2 – 1 (dts)                                                              | Austria                                                                  | Norvegia                                                                 | 3 – 2                                                                    | Polonia                                                                  |                                                                          |                                  |
| 1948 | Londra            | Svezia                                                                   | 3 – 1                                                                    | Jugoslavia                                                               | Danimarca                                                                | 5 – 3                                                                    | Regno Unito                                                              |                                                                          |                                  |
| 1952 | Helsinki          | Ungheria olimpica                                                        | 2 – 0                                                                    | Jugoslavia olimpica                                                      | Svezia olimpica                                                          | 2 – 0                                                                    | Germania Ovest olimpica                                                  |                                                                          |                                  |
| 1956 | Melbourne         | Unione Sovietica olimpica                                                | 1 – 0                                                                    | Jugoslavia olimpica                                                      | Bulgaria olimpica                                                        | 3 – 0                                                                    | India olimpica                                                           |                                                                          |                                  |
| 1960 | Roma              | Jugoslavia olimpica                                                      | 3 – 1                                                                    | Danimarca olimpica                                                       | Ungheria olimpica                                                        | 2 – 1                                                                    | Italia olimpica                                                          |                                                                          |                                  |
| 1964 | Tokyo             | Ungheria olimpica                                                        | 2 – 1                                                                    | Cecoslovacchia olimpica                                                  | Squadra Unificata Tedesca olimpica                                       | 3 – 1                                                                    | Rep. Araba Unita                                                         |                                                                          |                                  |
| 1968 | Città del Messico | Ungheria olimpica                                                        | 4 – 1                                                                    | Bulgaria olimpica                                                        | Giappone olimpica                                                        | 2 – 0                                                                    | Messico olimpica                                                         |                                                                          |                                  |
| 1972 | Monaco di Baviera | Polonia olimpica                                                         | 2 – 1                                                                    | Ungheria olimpica                                                        | Unione Sovietica olimpica                                                | 2 – 2 (dts)                                                              | —                                                                        |                                                                          |                                  |
| 1972 | Monaco di Baviera | Polonia olimpica                                                         | 2 – 1                                                                    | Ungheria olimpica                                                        | Germania Est olimpica                                                    | 2 – 2 (dts)                                                              | —                                                                        |                                                                          |                                  |
| 1976 | Montréal          | Germania Est olimpica                                                    | 3 – 1                                                                    | Polonia olimpica                                                         | Unione Sovietica olimpica                                                | 2 – 0                                                                    | Brasile olimpica                                                         |                                                                          |                                  |
| 1980 | Mosca             | Cecoslovacchia olimpica                                                  | 1 – 0                                                                    | Germania Est olimpica                                                    | Unione Sovietica olimpica                                                | 2 – 0                                                                    | Jugoslavia olimpica                                                      |                                                                          |                                  |
| 1984 | Los Angeles       | Francia olimpica                                                         | 2 – 0                                                                    | Brasile olimpica                                                         | Jugoslavia olimpica                                                      | 2 – 1                                                                    | Italia olimpica                                                          |                                                                          |                                  |
| 1988 | Seul              | Unione Sovietica olimpica                                                | 2 – 1 (dts)                                                              | Brasile olimpica                                                         | Germania Ovest olimpica                                                  | 3 – 0                                                                    | Italia olimpica                                                          |                                                                          |                                  |
| 1992 | Barcellona        | Spagna olimpica                                                          | 3 – 2                                                                    | Polonia olimpica                                                         | Ghana olimpica                                                           | 1 – 0                                                                    | Australia olimpica                                                       |                                                                          |                                  |
| 1996 | Atlanta           | Nigeria olimpica                                                         | 3 – 2                                                                    | Argentina olimpica                                                       | Brasile olimpica                                                         | 5 – 0                                                                    | Portogallo olimpica                                                      |                                                                          |                                  |
| 2000 | Sydney            | Camerun olimpica                                                         | 2 – 2 (dts) 5 - 3 (dtr)                                                  | Spagna olimpica                                                          | Cile olimpica                                                            | 2 – 0                                                                    | Stati Uniti olimpica                                                     |                                                                          |                                  |
| 2004 | Atene             | Argentina olimpica                                                       | 1 – 0                                                                    | Paraguay olimpica                                                        | Italia olimpica                                                          | 1 – 0                                                                    | Iraq olimpica                                                            |                                                                          |                                  |
| 2008 | Pechino           | Argentina olimpica                                                       | 1 – 0                                                                    | Nigeria olimpica                                                         | Brasile olimpica                                                         | 3 – 0                                                                    | Belgio olimpica                                                          |                                                                          |                                  |
| 2012 | Londra            | Messico olimpica                                                         | 2 – 1                                                                    | Brasile olimpica                                                         | Corea del Sud olimpica                                                   | 2 – 0                                                                    | Giappone olimpica                                                        |                                                                          |                                  |
| 2016 | Rio de Janeiro    | Brasile olimpica                                                         | 1 – 1 (dts) 5 - 4 (dtr)                                                  | Germania olimpica                                                        | Nigeria olimpica                                                         | 3 – 2                                                                    | Honduras olimpica                                                        |                                                                          |                                  |
| 2020 | Tokyo             | Brasile olimpica                                                         | 2 – 1 (dts)                                                              | Spagna olimpica                                                          | Messico olimpica                                                         | 3 – 1                                                                    | Giappone olimpica                                                        |                                                                          |                                  |
| 2024 | Parigi            |                                                                          | Spagna olimpica                                                          | 5 – 3 (dts)                                                              | Francia olimpica                                                         |                                                                          | Marocco olimpica                                                         | 6 – 0                                                                    | Egitto olimpica                  |

### Torneo femminile
| Anno | Ospitante      |             | Finale per la medaglia d'oro | Finale per la medaglia d'oro | Finale per la medaglia d'oro |           | Finale per la medaglia di bronzo | Finale per la medaglia di bronzo | Finale per la medaglia di bronzo |
| Anno | Ospitante      | Oro         | Risultato                    | Argento                      | Bronzo                       | Risultato | Quarto posto                     |                                  |                                  |
| 1996 | Atlanta        | Stati Uniti | 2 – 1                        | Cina                         | Norvegia                     | 2 – 0     | Brasile                          |                                  |                                  |
| 2000 | Sydney         | Norvegia    | 3 – 2 (dts)                  | Stati Uniti                  | Germania                     | 2 – 0     | Brasile                          |                                  |                                  |
| 2004 | Atene          | Stati Uniti | 2 – 1 (dts)                  | Brasile                      | Germania                     | 1 – 0     | Svezia                           |                                  |                                  |
| 2008 | Pechino        | Stati Uniti | 1 – 0 (dts)                  | Brasile                      | Germania                     | 2 – 0     | Giappone                         |                                  |                                  |
| 2012 | Londra         | Stati Uniti | 2 – 1                        | Giappone                     | Canada                       | 1 – 0     | Francia                          |                                  |                                  |
| 2016 | Rio de Janeiro | Germania    | 2 – 1                        | Svezia                       | Canada                       | 2 – 1     | Brasile                          |                                  |                                  |
| 2020 | Tokyo          | Canada      | 1 – 1 (dts) 3 - 2 (dtr)      | Svezia                       | Stati Uniti                  | 4 – 3     | Australia                        |                                  |                                  |
| 2024 | Parigi         | Stati Uniti | 1 – 0                        | Brasile                      | Germania                     | 1 – 0     | Spagna                           |                                  |                                  |

## Medagliere
A causa della particolarità del torneo olimpico maschile, alcune fra le più forti nazionali hanno spesso avuto problemi sia in fase di qualificazione che nella conquista delle medaglie.

### Presenze
I Paesi Bassi hanno vinto 3 bronzi di fila nelle prime tre edizioni, ma dal 1960 al 2004 non sono riusciti a qualificarsi al torneo (né con la nazionale maggiore né con la nazionale olimpica).
L'Uruguay ha vinto due ori di fila nel 1924 e nel 1928 (impresa ripetuta nel ventunesimo secolo prima dall'Argentina, oro nel 2004 e nel 2008, e poi dal Brasile, oro nel 2016 e nel 2021), ma quelle sono le uniche edizioni alle quali ha partecipato la Nazionale maggiore uruguaiana. Infatti, escludendo queste due edizioni, solo una volta l'Uruguay è stato rappresentato ai Giochi olimpici, a distanza di ottantaquattro anni dalla precedente partecipazione: nel 2012, e in quest'edizione l'Uruguay olimpica è uscita al primo turno. Anche il Belgio, vincitore dell'edizione del 1920 in casa (le tre edizioni degli anni venti del secolo scorso sono state definite dalla FIFA mondiale dilettantistico) è stato ottanta anni senza partecipare: dal 1928 (ultima volta in cui era presente con la nazionale maggiore) al 2008, dove, con la nazionale olimpica, ha concluso il torneo al quarto posto.
L'Ungheria ha vinto tre ori (record di successi nel torneo maschile), di cui due consecutivi (nel 1964 e nel 1968), ma non è riuscita a qualificarsi dal 1976 al 1992 (ha partecipato solo nel 1996) e di nuovo dal 2000 in avanti. La Germania, dopo la riunificazione, avvenuta nel 1990, non è riuscita a qualificarsi per il torneo maschile dal 1992 al 2012. La nazionale tedesca è tornata a partecipare all'olimpiade nel 2016, per la prima volta dopo la riunificazione, ottenendo l'argento, dopo aver perso la finale contro il Brasile, padrone di casa, ai tiri di rigore. In precedenza, la Germania Ovest aveva ottenuto un bronzo nel 1988, mentre i migliori risultati li aveva ottenuti la Germania Est, vincitrice di un oro, un argento e un bronzo; un altro bronzo lo ottenne la squadra unificata. La Germania è, dopo Tokyo 2021 (dove la squadra tedesca è stata eliminata al primo turno), l'unica nazionale maschile tra le vincitrici del mondiale (escludendo l'Inghilterra, che partecipa alle olimpiadi come parte del Regno Unito, l'ultima volta nel 2012, in casa, e che ha vinto le prime due edizioni ufficiali nel 1908 e nel 1912), a non avere vinto l'oro olimpico.
L'Italia è la squadra con il maggior numero di partecipazioni all'attivo (15): dal 1984 al 2008 si è sempre qualificata, ma è riuscita a ottenere solo un oro (1936, con la Nazionale maggiore) e due bronzi (1928 e 2004, il primo con la Nazionale maggiore e il secondo la Nazionale olimpica) e tre quarti posti (1960, 1984 e 1988, tutti con la Nazionale olimpica). L'Argentina si è qualificata dieci volte, ottenendo due ori (2004 e 2008) e due argenti (1928 e 1996, il primo con la Nazionale maggiore e il secondo con la Nazionale olimpica).
Il Brasile, dopo i suoi cinque titoli mondiali, conquistati con la Nazionale maggiore, ha vinto il primo oro olimpico alla tredicesima partecipazione, nel 2016, disputata in casa, battendo la Germania in finale ai tiri di rigore, dopo aver ottenuto tre argenti (nel 1984, nel 1988 e nel 2012), due bronzi (nel 1996 e nel 2008) e un quarto posto (nel 1976), e si è confermata campione nell'edizione 2020, posticipata al 2021 per la pandemia da Covid 19, diventando la quinta nazionale a vincere due edizioni consecutive e la prima a disputare cinque finali (superando Argentina, Jugoslavia, Ungheria, tutte con quattro finali giocate). Tutti i piazzamenti sono stati ottenuti con la nazionale olimpica, dato che la prima partecipazione c'è stata nel 1952. 
Spagna e Regno Unito hanno vinto l'oro in due occasioni, nel 1992 (in casa) e nel 2024 gli spagnoli e nel 1908 (in casa) e nel 1912 i britannici.
La Francia ha vinto un oro olimpico e l'argento nel 2024 in casa, mentre Uruguay, Ungheria olimpica, Argentina olimpica, Brasile olimpica sono le nazionali che hanno vinto due olimpiadi consecutive. 
Complessivamente tredici giocatori di queste nazionali (otto uruguaiani, due britannici, due ungheresi, un argentino) hanno vinto due ori olimpici. 
Il Brasile è l'unica nazionale, tra quelle che hanno vinto due ori olimpici consecutivi, ad aver ottenuto questo risultato con squadre totalmente differenti: gli organici che hanno partecipato alle olimpiadi del 2016 e del 2021 non avevano alcun giocatore condiviso. Regno Unito, Belgio, Spagna, Brasile hanno vinto l'oro in un'edizione disputata in casa.
Nel torneo femminile finora hanno dominato gli Stati Uniti (una delle poche nazionali sempre presenti finora, insieme a quella brasiliana), vincitori di cinque tornei su otto disputati, sconfitti in finale nel 2000 a Sydney, contro la Norvegia, eliminati ai tiri di rigore dalla Svezia nei quarti di finale dell'edizione 2016 e bronzo nell'edizione 2020 a Tokyo (disputata nel 2021 per la pandemia di COVID-19). Quella del 2016 è stata la prima volta che la nazionale statunitense di calcio femminile non è arrivata almeno in semifinale in un grande torneo (tra mondiali e olimpiadi, dal 1991 ad oggi, le americane sono sempre arrivate sul podio tranne che nell'olimpiade 2016 e nel mondiale 2023, anche in questo caso eliminate dalla Svezia ai rigori, negli ottavi di finale). L'edizione 2016 è stata vinta dalla Germania (che in precedenza aveva ottenuto tre bronzi consecutivi, nel 2000, nel 2004 e nel 2008), battendo 2-1 in finale la Svezia. La nazionale svedese è stata di nuovo finalista perdente nell'edizione di Tokyo 2020, battuta ai tiri di rigore dalla nazionale canadese, che ha ottenuto il suo primo successo, dopo i due bronzi consecutivi del 2012 e del 2016. Il Brasile e la Svezia sono le nazionali che hanno perso due finali consecutive (nel 2004 e nel 2008 le brasiliane, nel 2016 e nel 2021 le svedesi). La nazionale brasiliana ha perso anche la terza finale disputata nel 2024, contro gli Stati Uniti, come nel 2004 e nel 2008. Gli Stati Uniti sono stati, inoltre, l'unica nazionale femminile ad avere vinto l'oro olimpico in un'edizione disputata in casa, nel 1996 (prima volta in cui si è disputato il torneo di calcio femminile alle olimpiadi). Delle nazionali femminili vincitrici del mondiale, attualmente non hanno vinto l'oro olimpico il Giappone, il cui miglior risultato è l'argento del 2012, e la Spagna, quarta nel 2024 alla prima partecipazione all'olimpiade.

### Torneo maschile
| Pos | Nazione          | Oro | Argento | Bronzo | Totale |
| --- | ---------------- | --- | ------- | ------ | ------ |
| 1   | Ungheria         | 3   | 1       | 1      | 5      |
| 2   | Gran Bretagna    | 3   | 0       | 0      | 3      |
| 3   | Brasile          | 2   | 3       | 2      | 7      |
| 4   | Spagna           | 2   | 3       | 0      | 5      |
| 5   | Argentina        | 2   | 2       | 0      | 4      |
| 6   | Unione Sovietica | 2   | 0       | 3      | 5      |
| 7   | Uruguay          | 2   | 0       | 0      | 2      |
| 8   | Jugoslavia       | 1   | 3       | 1      | 5      |
| 9   | Polonia          | 1   | 2       | 0      | 3      |
| 10  | Germania Est     | 1   | 1       | 2      | 4      |
| 11  | Nigeria          | 1   | 1       | 1      | 3      |
| 12  | Cecoslovacchia   | 1   | 1       | 0      | 2      |
| 12  | Francia          | 1   | 1       | 0      | 2      |
| 14  | Italia           | 1   | 0       | 2      | 3      |
| 14  | Svezia           | 1   | 0       | 2      | 3      |
| 16  | Belgio           | 1   | 0       | 1      | 2      |
| 16  | Messico          | 1   | 0       | 1      | 2      |
| 18  | Canada           | 1   | 0       | 0      | 1      |
| 18  | Camerun          | 1   | 0       | 0      | 1      |
| 20  | Danimarca        | 0   | 3       | 1      | 4      |
| 21  | Bulgaria         | 0   | 1       | 1      | 2      |
| 21  | Stati Uniti      | 0   | 1       | 1      | 2      |
| 23  | Austria          | 0   | 1       | 0      | 1      |
| 23  | Germania         | 0   | 1       | 0      | 1      |
| 23  | Paraguay         | 0   | 1       | 0      | 1      |
| 23  | Svizzera         | 0   | 1       | 0      | 1      |
| 27  | Paesi Bassi      | 0   | 0       | 3      | 3      |
| 28  | Cile             | 0   | 0       | 1      | 1      |
| 28  | Germania Ovest   | 0   | 0       | 1      | 1      |
| 28  | Ghana            | 0   | 0       | 1      | 1      |
| 28  | Giappone         | 0   | 0       | 1      | 1      |
| 28  | Norvegia         | 0   | 0       | 1      | 1      |
| 28  | Corea del Sud    | 0   | 0       | 1      | 1      |
| 28  | Marocco          | 0   | 0       | 1      | 1      |

### Torneo femminile
| Pos | Nazione     | Oro | Argento | Bronzo | Totale |
| --- | ----------- | --- | ------- | ------ | ------ |
| 1   | Stati Uniti | 5   | 1       | 1      | 7      |
| 2   | Germania    | 1   | 0       | 4      | 5      |
| 3   | Canada      | 1   | 0       | 2      | 3      |
| 4   | Norvegia    | 1   | 0       | 1      | 2      |
| 5   | Brasile     | 0   | 3       | 0      | 3      |
| 6   | Svezia      | 0   | 2       | 0      | 2      |
| 7   | Cina        | 0   | 1       | 0      | 1      |
| 7   | Giappone    | 0   | 1       | 0      | 1      |

## Capocannonieri

### Torneo maschile
| Edizione | Giocatore               | Gol |
| -------- | ----------------------- | --- |
| 1900     | sconosciuto             | -   |
| 1904     | Alexander Noble Hall    | 3   |
| 1904     | Thomas Sylvester Taylor | 3   |
| 1908     | Sophus Nielsen          | 11  |
| 1912     | Harold Walden           | 11  |
| 1920     | Herbert Karlsson        | 7   |
| 1924     | Pedro Petrone           | 7   |
| 1928     | Domingo Tarasconi       | 11  |
| 1936     | Annibale Frossi         | 7   |
| 1948     | Gunnar Nordahl          | 7   |
| 1948     | John Hansen             | 7   |
| 1952     | Branko Zebec            | 7   |
| 1956     | Neville Stephen D'Souza | 4   |
| 1956     | Dimităr Milanov         | 4   |
| 1956     | Todor Veselinović       | 4   |
| 1960     | Milan Galić             | 7   |
| 1964     | Ferenc Bene             | 12  |
| 1968     | Kunishige Kamamoto      | 7   |
| 1972     | Kazimierz Deyna         | 9   |
| 1976     | Andrzej Szarmach        | 6   |
| 1980     | Serhij Andrjejev        | 5   |
| 1984     | Borislav Cvetković      | 5   |
| 1984     | Stjepan Deverić         | 5   |
| 1984     | Daniel Xuereb           | 5   |
| 1988     | Romário                 | 7   |
| 1992     | Andrzej Juskowiak       | 7   |
| 1996     | Bebeto                  | 6   |
| 1996     | Hernán Crespo           | 6   |
| 2000     | Iván Zamorano           | 6   |
| 2004     | Carlos Tévez            | 8   |
| 2008     | Giuseppe Rossi          | 4   |
| 2012     | Leandro Damião          | 6   |
| 2016     | Serge Gnabry            | 6   |
| 2016     | Nils Petersen           | 6   |
| 2020     | Richarlison             | 5   |
| 2024     | Soufiane Rahimi         | 8   |

#### Record
- Maggior numero di reti messe a segno in assoluto (13):
  Sophus Nielsen (1908-1912) e  Antal Dunai (1968-1972).[41]
- Maggior numero di reti messe a segno in un unico match (10):
  Sophus Nielsen (Londra 1908) e  Gottfried Fuchs (Stoccolma 1912).[42]
- Maggior numero di reti messe a segno in una singola edizione (12):
  Ferenc Bene (Tokyo 1964)

### Torneo femminile
| Edizione | Giocatore               | Gol |
| -------- | ----------------------- | --- |
| 1996     | Ann Kristin Aarønes     | 4   |
| 1996     | Linda Medalen           | 4   |
| 1996     | Pretinha                | 4   |
| 2000     | Sun Wen                 | 4   |
| 2004     | Cristiane               | 5   |
| 2004     | Birgit Prinz            | 5   |
| 2008     | Cristiane               | 5   |
| 2012     | Christine Sinclair      | 6   |
| 2016     | Melanie Behringer       | 5   |
| 2020     | Vivianne Miedema        | 10  |
| 2024     | Marie-Antoinette Katoto | 5   |

#### Record
- Maggior numero di reti messe a segno (14, primato assoluto):
  Cristiane (2000-2016).[43]
- Maggior numero di reti messe a segno in un unico match (4):
  Birgit Prinz (Atene 2004),  Vivianne Miedema (Tokyo 2020).[44]
- Maggior numero di reti messe a segno in una singola edizione (10):
  Vivianne Miedema (Tokyo 2020)